# نامشروع (فیلم)
نامشروع (به هندی: Naajayaz) فیلمی محصول سال ۱۹۹۵ و به کارگردانی ماهش بات است. در این فیلم بازیگرانی همچون نصیرالدین شاه، اجی دیوگن، جوهی چاولا، دیپاک تیجوری، گلشن گروور، ریما لاگو، اشیش ویدیارتی، تیکو تالسانیا ایفای نقش کرده‌اند.

## بازیگران و صداپیشگان
| نقش         | بازیگر         | دوبلُر         |
| جی بخشی     | اجی دیوگن      | خسرو خسروشاهی |
| ساندیا      | جوهی چاولا     | مینو غزنوی    |
| راج سولانکی | نصیرالدین شاه  | پرویز ربیعی   |
| ناینا       | ریما لاگو      | زویا خلیل آذر |
| دیپاک       | دیپاک تیجوری   | افشین ذی نوری |
| دیوید       | گلشن گروور     | بهمن هاشمی    |
| راتان       | آشیش ویدیارتی  | کریم بیانی    |
| رئیس پلیس   | تیکو تالسانیا  | اصغر افضلی    |
| مادر دیپاک  | آبا دولیا      | زهرا سوهانی   |
| ابهیمانیو   | ابهیمانیو سینگ | مهرداد ارمغان |
| پاسکال      | شریوالاب ویاس  | ابراهیم شفیعی |
| ای سی پی    | اس ام ظهیر     | رضا آفتابی    |